# 크리스토프 게노
크리스토프 르네 마르셀 게노(프랑스어: Christophe René Marcel Guénot, 1979년 1월 7일~)는 프랑스의 레슬링 선수이다. 2008년 하계 올림픽 남자 그레코로만형 웰터급에서 동메달을 획득했다. 동생인 스테브 게노도 레슬링 선수이다.